# The Exies
The Exies – amerykański zespół wykonujący rock alternatywny (niegdyś z elementami punk rocka i post grunge’u). Grupa została założona w 1997 roku w Los Angeles. Nazwa została utworzona od „The Existentialists” (egzystencjaliści).
Dwa z czterech albumów zespołu, Inertia (2003) oraz Head for the Door (2004), zostały sprzedane aż w 400 tysiącach kopii.

## Albumy
- The Exies (2000)
- Inertia (2003)
- Head for the Door (2004)
- A Modern Way of Living with the Truth (2007)

## Single
- My Goddess (2002)
- Kickout (2003)
- Ugly (2003)
- What You Deserve (2005)
- Hey You (2005)
- Different Than You (2007)
- God We Look Good (Going Down In Flames) (2007)

## Skład zespołu
- Scott Stevens – wokal, gitara (1997 do chwili obecnej),
- Freddy Herrera – bas, wokal (1997 do chwili obecnej),
- Chris Skane – gitara, wokal (1997, 2006 do chwili obecnej),
- Hoss Wright – bębny (1997 do chwili obecnej).

## Dawni członkowie
- David Walsh – gitara (1997–2006),
- Dennis Wolfe – bębny (1997–2006).